# ابرو جوندوبي أوغلو
الفنانة ابرو من مواليد هايلبرون ألمانيا، عام 1974. تخرجت من جامعة أولوداغ من مدينة بورصة قسم الاقتصاد. عملت في بعض المسارح الخاصة. بدأت العمل في السينما التركية عام 1997. اشتهرت في مسلسل «قلب شجاع» في دور المحامية «عائشة جول». شاركت في العديد من المسلسلات والأفلام السينمائية، مثل «قلب شجاع» 1999، «الرومانسي الكاذب» 2008، «هاكان بيك» 2011، «أنت قلبي» 2011، «أوروبا أوروبا» 2012-2013.
متزوجة من مذيع الراديو الشهير جوجلو متى ولها منه ابنة اسمها «دورو».

## روابط خارجية
- ابرو جوندوبي أوغلو على موقع IMDb (الإنجليزية)
- ابرو جوندوبي أوغلو على موقع قاعدة بيانات الفيلم (الإنجليزية)